# Genesis Rising : L'Ère de la génétique
Genesis Rising : L'Ère de la génétique (Genesis Rising: The Universal Crusade) est un jeu vidéo de stratégie en temps réel développé par Metamorf Studios et édité par DreamCatcher Interactive, sorti en 2007 sur Windows.

## Synopsis
L'Humanité s'est finalement lancé dans les voyages interstellaires, et ont fait les premiers contacts avec des civilisations aliens. Toutefois, si la plupart de ces dernières étaient pacifique, d'autres tentèrent d'exterminer l'espèce humaine. Divisée, les poches de résistances humains furent des proies faciles pour les aliens; jusqu'au jour où, alors que tout espoir semblait perdu, un héros se leva et unifia l'humanité faces aux agresseurs. Redoutant le symbole qu'il représentaient, les forces aliens le capturèrent, le torturèrent et l'exécutèrent afin de briser la résistance humaine. Mais l'effet rencontré fut tout le contraire: loin de briser l'humanité, la mort du Héros ne fit que renforcer sa résolution. Elle forma un empire qui se basa sur les Organons, des machines organiques créées génétiquement et capable de survivre dans tous les environnements; elle fonda également une nouvelle religion, l'Église du Sauver, qui fit du Héros un messie, enseignant l'existence du Cœur Universel, dont les battements mirent l'espace et le temps en mouvement. Durant plus de 3000 ans, l'Empire Humain s'étendit malgré les innombrables tentatives de le détruire, et cherche désormais à réclamer son droit divin: le Cœur Universel.

## Accueil
- Jeuxvideo.com : 10/20[1]